# This Is the Life (Rick Ross)
"This Is the Life" is de zesde single van de rapper Rick Ross. Het nummer staat op zijn tweede album Trilla. De video was er sinds 24 juli 2008; de single werd uitgegeven in december 2008. Ross werkt op de single samen met Trey Songz.

## Hitnotering
| Chart                                | Positie |
| ------------------------------------ | ------- |
| U.S. Billboard Hot 100               | -       |
| U.S. Billboard Hot R&B/Hip-Hop Songs | -       |
| U.S. Billboard Hot Rap Tracks        | -       |